# 細川持常
細川持常（日语：／ Hosokawa Mochitsune，1409年—1450年1月28日、應永十六年－寶德元年十二月十六日）， 日本室町時代守護大名，曾任室町幕府相伴眾，擔任阿波和三河守護，細川氏分家阿波細川家第4代當主。官至從五位下兵部少輔和讚岐守 。
持常之父為阿波細川家第3代當主細川滿久，其弟為細川教祐。

## 生平
應永十六年（1409年），細川持常作為細川滿久之子誕生。按家中慣例，其元服時，由室町幕府第4任將軍足利義持賜予其名諱，改名「持常」。
應永三十四年（1427年），當義持與赤松滿祐對立之際，持常代替在京都的父親，從讚岐出兵播磨應戰。後來，滿祐獲得幕府赦免，戰事中止，持常也隨即撤兵。由此可推測，當時持常應是駐留於阿波。
永享二年（1430年）九月，細川滿久逝世，持常繼承家督之位，並獲任命為阿波守護。其後，持常作為相伴眾，侍奉第6代將軍足利義教（其弟教祐亦從義教那裡獲賜一字）。
永享五年至七年（1433年－1435年）期間，義教與延曆寺之間爆發了所謂的「山門騷亂」，持常亦以幕府方的身分參與戰事。然而，其從阿波本國率軍上洛期間，一艘軍船於途中遇海難沉沒，造成配下將士四百餘人溺斃。
永享十二年（1440年）五月，持常與武田信榮聯手刺殺若狹、丹後和三河守護一色義貫。持常也憑此功績獲得三河作領地。
嘉吉元年（1441年）六月，為慶祝結城合戰勝利，義教前往赤松滿祐宅邸參加祝捷宴，持常亦隨侍同行。然而，義教在此遭到滿祐突襲殺害，持常亦身陷騷動之中，最終僥倖逃出。隨後，持常率領大手軍自攝津出兵進攻播磨，並與自但馬出兵、由山名持豐率領的軍隊會合，聯手擊敗滿祐，成功平定此亂（嘉吉之亂）。
文安五年（1448年），滿祐之侄赤松則尚，討伐了滿祐之弟赤松則繁而立下戰功。基此功績，政所執事伊勢貞國與持常一同向第8代將軍足利義政請求歸還播磨領地與則尚。可是，此一請求卻遭到山名持豐的強烈反對。最終，在持豐的女婿、細川氏宗家當主細川勝元的斡旋下，則尚獲得赦免，但播磨仍由持豐繼續領有。雖然勝元與持豐之間關係良好，然而自此之後，阿波細川家與持豐的關係逐漸趨於惡化。
寶德元年（1449年）十二月十六日，持常逝世，享年41歲，法號為「桂林院道安晉翁」。此外，據傳持常長年患有眼疾。
因持常無子，故由其弟教祐之子細川成之以持常養嗣子身分，繼承阿波細川家家督之位。
文明十三年十二月十六日（1482年1月5日），由成之之子細川政之主持，舉行了持常的三十三回忌法會，並由橫川香三與天隱龍澤撰寫香語以表追悼。

## 出處
1. 1 2 3 4 5 6 7 8  『新編岡崎市史 第20卷《総集編》』（1993）P.331
2. ↑  『新編纂図本朝尊卑分脈系譜雑類要集 第10卷《清和源氏（下）》』（1904）
3. ↑  大日本時代史（1915）P.141
4. ↑  若松和三郎（2013）P.124
5. ↑  據《看聞御記》永享五年十一月廿四日條所載
6. ↑  《師鄉記》
7. ↑  《經覺私要鈔（日语：経覚私要鈔）》寶德元年十二月十六日條
8. ↑  《康富記（日语：康富記）》寶德元年十二月十七日條
9. ↑  高坂好（1970）P.229
10. ↑  若松和三郎（2013）P.132-135